# Nekomata

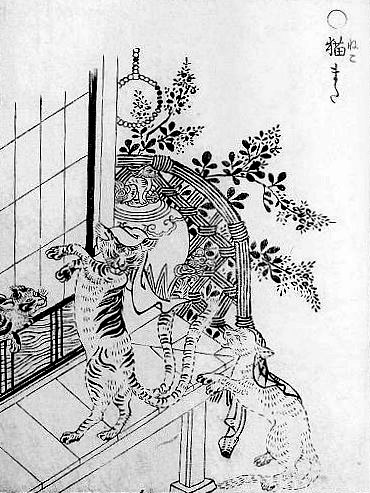
Un Nekomata in piedi sulle zampe posteriori in un'illustrazione di Toriyama Sekien

Il nekomata (猫又? "gatto a due code") è uno yōkai, una creatura soprannaturale della mitologia giapponese evolutasi da un gatto e caratterizzata dalla presenza di una coda biforcuta o addirittura di una seconda coda e dalla capacità di camminare sulle zampe posteriori.
Come per il "cugino" bakeneko e la kitsune, la trasformazione avviene solitamente quando il gatto raggiunge un'età avanzata (10 anni, secondo alcuni racconti): per questo motivo, fino al XVII secolo ai gatti spesso veniva mozzata la coda, secondo la credenza che questo avrebbe impedito la loro trasformazione in nekomata; tale superstizione potrebbe col tempo aver contribuito all'allevamento del bobtail giapponese, una razza di gatti privi di coda.
Tradizionalmente, la distinzione tra nekomata e bakeneko è molto sfumata, tanto che secondo alcuni racconti l'uno potrebbe trasformarsi nell'altro avanzando ancora con l'età oppure per aiutare una persona cara. In ogni caso, diversamente dal bakeneko, nel nekomata il legame col mondo dei morti è molto forte, tanto che si dice si nutra di carogne e possegga poteri necromantici e sciamanici come la capacità di far muovere i morti a proprio piacimento, semplicemente agitando le sue code, un po' come un marionettista fa coi suoi pupazzi. Di solito usa questo potere esclusivamente per il proprio divertimento, tuttavia, essendo estremamente vendicativo, è solito rianimare i parenti defunti di coloro che l'hanno maltrattato per perseguitarli e rivalersi di ciò che ha subito fino a che non venga placato con offerte in cibo, scuse e attenzioni.
Un'altra caratteristica che, secondo alcune leggende relativamente più recenti, avvicina i nekomata ai bakeneko, sarebbe quella di possedere la capacità di trasformarsi in donne umane — nekomusume (猫娘? "donna gatto"). Rispetto ai bakeneko però, essi appaiono come donne più mature, meno raffinate e circondate da un'atmosfera tetra e malsana, in grado di indurre malattie in chi rimane loro accanto troppo a lungo.

## Il mito

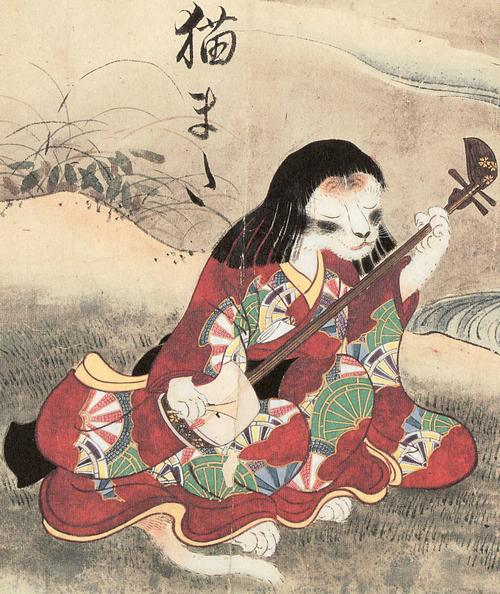
Un Nekomata nello Hyakkai Zukan di Suwaku Sūshi

Si racconta che secoli fa, nella casa di un samurai dell'Echigo di punto in bianco cominciarono a verificarsi inspiegabili fenomeni notturni: una strana fiammella vagava a qualche centimetro dal pavimento e fuggiva verso gli alberi dei vicini quando si cercava di prenderla, il filatoio prendeva a girare da solo, oggetti venivano trovati lontano da dove erano stati lasciati...
Un giorno il padrone di casa, che non si era lasciato impressionare da nessuna di quelle stranezze, notò un grosso gatto rossiccio che, comodamente appollaiato sul grande albero in giardino, si guardava intorno con circospezione. Convintosi che esso fosse in qualche modo collegato a quanto accadeva la notte in casa sua, decise di porre fine al tutto prendendo il proprio arco e scagliando una freccia contro l'animale. Il colpo fu preciso e per l'animale, nonostante qualche frenetico tentativo di liberarsi del dardo, non ci furono speranze. Accorso ad esaminare il corpo del gatto, il samurai notò che aveva dimensioni enormi, forse raggiungeva il metro e mezzo di lunghezza, ma soprattutto aveva due code.
Fatto sta che da quel giorno nella casa del samurai non si verificò più nulla di anomalo.